# ドナルド・E・ウェストレイク
ドナルド・エドウィン・ウェストレイク（or ウエストレイク、ウェストレーク、Donald Edwin Westlake 1933年7月12日 ブルックリン区 - 2008年12月31日）は、アメリカ合衆国の小説家。

## 人物
多作家でその著書は100冊を越える。犯罪小説、時にはSFに脱線することもあるケイパー・ストーリーの名手である。エドガー賞を3度受賞したのはウェストレイクとジョー・ゴアズだけで、しかも、3度とも違う部門で受賞した（1968年は『我輩はカモである』で最優秀長編小説賞、1990年は『悪党どもが多すぎる』で最優秀短編賞、1991年は『グリフターズ/詐欺師たち』で最優秀映画脚本賞）。1993年にはアメリカ探偵作家クラブ 巨匠賞も受賞した。
「Xero」といったSF雑誌にも時折寄稿している。

## 経歴
ニューヨーク市・ブルックリンに生まれ、まだ幼い頃にオールバニー市に移り住み、そこで育つ。チャンプレイン・カレッジとビンガムトンのハーパー・カレッジに入学するが中退。大学時代には学内新聞の編集長をしたこともある。2年間アメリカ空軍に志願しドイツで働くが、その時の経験は後の小説に反映された（たとえば、ジョン・ドートマンダーや『361 復讐する男』の主人公は元・軍人である）。除隊後に巡業の劇団に入り地方を回ったり、文芸関係の機関で働きながら推理小説を書き始める。
妻はノンフィクション作家のアビゲイル・ウェストレイク（別名アビー・アダムス・ウェストレイク、またはアビー・アダムス）。庭師としても有名で、アップステイト・ニューヨークにあるウェストレイク家の庭園は夏には一般開放されている
ウエストレイクは2008年12月31日、メキシコでの彼の妻との休暇中に心臓発作により死亡した。大晦日の夕食に向かう途中だった。

## ペンネーム
ウェストレイクはいくつものペンネームを持っている。
- リチャード・スターク（Richard Stark） - 1962年から1974年にかけて、非情なプロの犯罪者が主人公の『悪党パーカー』シリーズを16作執筆した。一時スタークの名前は使っていなかったが、1997年に『パーカー』シリーズを復活させ、また使い出しあと8作を出版した。
- タッカー・コウ（Tucker Coe ） - ミッチ・トビン・シリーズ。
- サミュエル・ホルト（Samuel Holt）
- カート・クラーク（Curt Clark）
- ティモシー・J・カルヴァー（Timothy J. Culver）

## 作風
ウェストレイクは、プロットの巧妙さと仕掛けの大胆さで知られている。文体と台詞は生き生きしている。主要登場人物たちは粋で、頼りになり、そして賢い。ウェストレイク作品を代表する2大ヒーローは、『パーカー』シリーズの非情な悪党パーカー、そして『ホット・ロック』など軽妙な犯罪小説の主人公ジョン・ドートマンダーである。
ウェストレイクの小説の多くはニューヨーク市を舞台にしている。ドートマンダー・シリーズでは、どの作品にもニューヨーク市の抜け道が詳細に描かれている。

## 映画
ウェストレイクの小説は数多く映画化されている。
- 殺しの分け前/ポイント・ブランク（1967年） - 出演：リー・マーヴィン。原作は『悪党パーカー/人狩り』。
- 汚れた七人（1968年） - 出演：ジム・ブラウン。原作は『悪党パーカー/汚れた七人』。
- ホット・ロック（1972年） - 出演：ロバート・レッドフォード（ドートマンダー）。
- 警官ギャング（1973年）
- 組織（1973年） - 出演：ロバート・デュヴァル。原作は『悪党パーカー/犯罪組織』。
- 悪の天才たち 銀行略奪大作戦（1974年） - 出演：ジョージ・C・スコット。原作は『強盗プロフェッショナル』。
- Jimmy the Kid（1979年） - 出演：ゲイリー・コールマン。原作は『ジミー・ザ・キッド』。
- ホワイ・ミー?（1990年） - 原作は『逃げだした秘宝』。
- あなたに逢いたくて（1996年） - 原作は『二役は大変!』。
- エンター・ザ・イーグル（1998年） - 出演：シャノン・リー。『ホット・ロック』の2度目の映画化。
- ペイバック（1999年） - 出演：メル・ギブソン。『悪党パーカー/人狩り』の2度目の映画化。
- What's the Worst That Could Happen?（2001年） - 出演：マーティン・ローレンス。原作は『最高の悪運』。
- 斧（2005年） - コスタ＝ガヴラス監督。原作は『斧』。
- PARKER/パーカー（2013年） - 出演：ジェイソン・ステイサム。原作は『悪党パーカー/地獄の分け前』。

ジャン＝リュック・ゴダールの『メイド・イン・USA』（1966年）はウェストレイクの『悪党パーカー/死者の遺産』の映画化だが、映画化権を獲得せずに作られたもので、ウェストレイクの訴えでアメリカ合衆国での興行はできなかった。
ウェストレイクは自分でも脚本を書く。1990年の『グリフターズ/詐欺師たち』（ジム・トンプスン原作）はアカデミー賞脚色賞にノミネートされた。『W/ダブル』（1987年）のオリジナル脚本もウェストレイクで、2つの続編が作られ、（ウェストレイクは参加しないが）リメイクも進行中である。他には『007 トゥモロー・ネバー・ダイ』（1997年）にも参加したが、その後で複数の脚本家が手を加え、最終的にウェストレイクのアイディアがどのくらい残っているのかは不明である。

## 代表作

### ドナルド・E・ウェストレイク名義

#### ドートマンダー・シリーズ
- ホット・ロック（The Hot Rock、1970年） - 日本語訳：平井イサク（角川文庫）
- 強盗プロフェッショナル（Bank Shot、1972年） - 日本語訳：渡辺栄一郎（角川文庫）
- ジミー・ザ・キッド（Jimmy the Kid、1974年） - 日本語訳：小菅正夫（角川文庫）
- 悪党たちのジャムセッション（Nobody's Perfect、1977年） - 日本語訳：沢川進（角川文庫）
- 逃げだした秘宝（Why Me?、1983年） - 日本語訳：木村仁良（ハヤカワ文庫）
- 天から降ってきた泥棒（Good Behavior、1985年） - 日本語訳：木村仁良（ハヤカワ文庫）
- Drowned Hopes（1990年）
- 骨まで盗んで（Don't Ask、1993年） - 日本語訳：木村仁良（ハヤカワ文庫）
- 最高の悪運（What's the Worst That Could Happen?、1996年） - 日本語訳：木村仁良（ハヤカワ文庫）
- バッド・ニュース（Bad News、2001年） - 日本語訳：木村二郎（ハヤカワ文庫）
- The Road to Ruin（2004年）
- 現代短篇の名手たち3 泥棒が1ダース (Thieves' Dozen, 2004年） - 日本語訳：木村二郎（ハヤカワ文庫）短編集
  - 泥棒はカモである（Give Till It Hurt、1993年のクリスマス向け短編） - ローレンス・ブロック、ジャスティン・スコット、オットー・ペンズラーらが作中人物として登場。ウェストレイク自身はクリスマス・パーティから抜け出せず、ドートマンダーをペンズラーの書店にポーカー仲間の代打として送りこむ設定になっている。
- 金は金なり（Walking Around Money,2005年） - 日本語訳：木村二郎　『十の罪業RED』創元推理文庫　に収録　中編
- うしろにご用心！(Watch Your Back!,2005年） -日本語訳 : 木村二郎(新潮文庫)
- What's So Funny?（2007年）
- Get Real（2009年）

#### それ以外の小説
- やとわれた男（The Mercenaries、1960年） - 日本語訳：丸本聰明（ハヤカワ文庫）
- 殺しあい（Killing Time、1961年） - 日本語訳：永井淳（ハヤカワ文庫）
- 361 復讐する男（361、1962年） - 日本語訳：平井イサク（ハヤカワ文庫）
- その男キリイ（Killy、1963年） - 日本語訳：丸本聰明（ハヤカワ文庫）
- 憐れみはあとに（Pity Him Afterwards、1964年） - 日本語訳：井上一夫（ハヤカワ文庫）
- 弱虫チャーリー、逃亡中（The Fugitive Pigeon、1965年） - 日本語訳：志摩隆（早川書房）
- 忙しい死体（The Busy Body 1966年）- 日本語訳：木村浩美（論創社 論創海外ミステリ）
- 平和を愛したスパイ（The Spy in the Ointment、1966年）- 木村浩美訳（論創社 論創海外ミステリ）
- 我輩はカモである（God Save the Mark、1967年） - 日本語訳：池央耿（角川書店→ハヤカワ文庫）
- 誰がサッシマヌーンを盗んだか？（Who Stole Sassi Manoon?、1968年） - 日本語訳：小林宏明（ハヤカワ・ミステリ・マガジン）
- ギャンブラーが多すぎる（Somebody Owes Me Money 、1969年） - 日本語訳：木村二郎（新潮文庫）
- Up Your Banners（1969年）
- さらば、シェヘラザード（Adios Scheherezade、1970年）日本語訳：矢口誠（国書刊行会）
- I Gave at the Office（1971年）
- 警官ギャング（Cops and Robbers、1972年） - 日本語訳：村社伸（早川書房）
- Help I Am Being Held Prisoner（1974年）
- 聖者に救いあれ（Brothers Keepers、1975年） - 日本語訳：小林宏明（角川書店）
- 二役は大変！（Two Much、1975年） - 日本語訳：木村仁良（ハヤカワ文庫）
- 踊る黄金像（Dancing Aztecs、1976年） - 日本語訳：木村仁良（ハヤカワ文庫）
- 殺人はお好き？（Enough、1977年） - 日本語訳：沢川進（早川書房） - 中編集。表題作は「探偵が犯人」ならぬ「犯人が探偵」の連作（準倒叙）。
  - オードウ（Ordo、1977年） - 非ミステリの中編。別れた妻が人気女優になったのに、自分だけ何も変わらない兵隊の哀愁をつづる人情もの。
- 空中楼閣を盗め！（Castle in the Air、1980年） - 日本語訳：井上一夫（早川書房）
- Kahawa（1981年）
- ニューヨーク編集者物語（A Likely Story、1984年） - 日本語訳：木村仁良（扶桑社ミステリー）
- High Adventure（1985年）
- アルカード城の殺人（Transylvania Station、1987年） - 妻のアビー・ウエストレイクとの共著。 日本語訳：矢口誠（扶桑社ミステリー）
- 嘘じゃないんだ!（Trust Me on This、1988年） - 日本語訳：木村仁良（ハヤカワ文庫）
- 聖なる怪物（Sacred Monster、1989年） - 日本語訳：木村二郎（文春文庫）
- Humans（1992年）
- Baby, Would I Lie?（1994年）
- Smoke（1995年）
- 斧（The Ax、1997年） - 日本語訳：木村二郎（文春文庫）
- 鉤（The Hook、2000年） - 日本語訳：木村二郎（文春文庫）
- Put a Lid on It（2002年）
- 弱気な死人（The Scared Stiff、2003年） - 日本語訳：越前敏弥（ソニーマガジンズ）
- ウェストレイクの犯罪学講座 - 編・共訳：小鷹信光（ハヤカワ文庫、日本オリジナル、1987年） - シリアスとコミカルなものがある早川が独自編集した短編集。

#### 映画脚本
- 警官ギャング（Cops and Robbers、1973年）
- ホットスタッフ（Hot Stuff、1979年）
- W（The Stepfather、1987年）
- 名探偵ダウリング神父「Fatal Confession」（1988年、テレビ）
- グリフターズ/詐欺師たち（1990年）
- リプリー 暴かれた贋作（Ripley Under Ground）（2005年） - 原作はパトリシア・ハイスミスの『贋作』。

### リチャード・スターク名義

#### 悪党パーカー・シリーズ
- 悪党パーカー/人狩り（The Hunter (Point Blank)、1962年） - 日本語訳：小鷹信光（ハヤカワ文庫）。シリーズ第一作。1967年に映画化。
- 悪党パーカー/逃亡の顔（The Man With the Getaway Face、1963年） - 日本語訳：青木秀夫（早川書房）
- 悪党パーカー/犯罪組織（The Outfit、1963年） - 日本語訳：片岡義男（早川書房）
- 悪党パーカー/弔いの像（The Mourner、1963年） - 日本語訳：片岡義男（早川書房）
- 悪党パーカー/襲撃（The Score、1964年） - 日本語訳：小鷹信光（ハヤカワ文庫）。別シリーズのキャラクターである俳優強盗アラン・グロフィールドとの共演。
- 悪党パーカー/死者の遺産（The Jugger、1965年） - 日本語訳：笹村光史（早川書房）
- 悪党パーカー/汚れた七人（The Seventh (The Split) 、1966年） - 日本語訳：小菅正夫（角川文庫）
- 悪党パーカー/カジノ島壊滅作戦（The Handle、1966年） - 日本語訳：小鷹信光（角川文庫）。強盗グロフィールドと再び共演。
- 悪党パーカー/裏切りのコイン（The Rare Coin Score、1967年） - 日本語訳：大久保寛（早川書房）
- 悪党パーカー/標的はイーグル（The Green Eagle Score、1967年） - 日本語訳：木村二郎（早川書房）
- 悪党パーカー/漆黒のダイヤ（The Black Ice Score、1968年） - 日本語訳：木村二郎（早川書房）
- 悪党パーカー/怒りの追跡（The Sour Lemon Score、1969年） - 日本語訳：池上冬樹（早川書房）
- 悪党パーカー/死神が見ている（Deadly Edge、1971年） - 日本語訳：桐山洋一（角川文庫）
- 悪党パーカー/殺人遊園地（Slayground、1971年） - 日本語訳：石田善彦（早川書房）
- 悪党パーカー/掠奪軍団（Plunder Squad、1972年） - 日本語訳：汀一弘（早川書房）
- 悪党パーカー/殺戮の月（Butcher's Moon、1974年） - 日本語訳：宮脇孝雄（早川書房）
- 悪党パーカー/エンジェル（Comeback、1997年） - 日本語訳：木村仁良（ハヤカワ文庫）。23年ぶりの再スタート作。
- 悪党パーカー/ターゲット（Backflash、1998年） - 日本語訳：小鷹信光（ハヤカワ文庫）
- 悪党パーカー/地獄の分け前（Flashfire、2000年） - 日本語訳：小鷹信光（ハヤカワ文庫）。第19長編。2013年に映画化。
- 悪党パーカー/電子の要塞（Firebreak、2001年） - 日本語訳：木村二郎（ハヤカワ文庫）
- Breakout（2002年）
- Nobody Runs Forever（2004年）
- Ask the Parrot（2006年）
- Dirty Money（2008年）

#### 俳優強盗アラン・グロフィールド・シリーズ
- 俳優強盗と嘘つき娘（The Damsel、1967年） - 日本語訳：名和立行（早川書房）
- 俳優強盗と悩める処女（The Dame、1969年） - 日本語訳：沢万里子（早川書房）
- 黒い国から来た女（The Blackbird、1969年） - 日本語訳：石田善彦（早川書房）
- レモンは嘘をつかない（Lemons Never Lie、1971年） - 日本語訳：沢万里子（早川書房）
  - 他に悪党パーカー・シリーズ数作にも登場。

### タッカー・コウ名義

#### ミッチ・トビン・シリーズ
- 刑事くずれ（Kinds of Love, Kinds of Death、1966年） - 日本語訳：村上博基（早川書房）
- 刑事くずれ/ヒッピー殺し（Murder Among Children、1967年） - 日本語訳：工藤政司（早川書房）
- 刑事くずれ/蝋のりんご（Wax Apple、1970年） - 日本語訳：大庭忠男（早川書房）
- 刑事くずれ/牡羊座の凶運（A Jade in Aries、1971年） - 日本語訳：大井良純（早川書房）
- 刑事くずれ/最後の依頼人（Don't Lie to Me、1972年） - 日本語訳：木村二郎（早川書房）

### サミュエル・ホルト名義
- I Know a Trick Worth Two of That（1986年）
- 殺人シーンをもう一度（One of Us Is Wrong、1986年） - 日本語訳：広瀬順弘（二見文庫）
- What I Tell You Three Times Is False（1987年）
- The Fourth Dimension Is Death（1989年）